# Operation Barracuda
Die Operation Barracuda von 1979 war ein Militäreinsatz von französischen Spezialeinheiten zum Sturz des zentralafrikanischen Kaisers Bokassa und zur Wiederherstellung der Zentralafrikanischen Republik.

## Verlauf
Am 20. September 1979 landeten um 2 Uhr nachts auf dem Flughafen von Bangui zwei Transall C-160 des 1er régiment de parachutistes d’infanterie de marine (1. Fallschirmjägerregiment der Marineinfanterie) der französischen Armee. Sie wurden von vorher infiltrierten Aufklärern der SDECE mithilfe von Taschenlampen auf die nicht beleuchtete Start- und Landebahn gelenkt. Nachdem die Fallschirmjäger den Flughafen gewaltlos unter ihre Kontrolle gebracht hatten, bewegten sie sich mit requirierten Fahrzeugen auf das Stadtzentrum zu und nahmen dabei die Regierungssoldaten an den Straßensperren gefangen. Währenddessen flogen acht vollbemannte Puma-Hubschrauber aus der tschadischen Hauptstadt Ndjamena zunächst nach Bangui und dann weiter zur Residenz Bokassas nach Bobangui und neutralisierten dort dessen kaiserliche Garde.
Der 1966 von Bokassa gestürzte David Dacko begleitete die Truppen und proklamierte sich in einer Radioansprache am darauffolgenden Tag als Nachfolger des in Libyen zu einem Staatsbesuch weilenden Bokassas. Der französische Militäreinsatz war damit nicht sofort beendet, sondern dauerte bis in den November 1979 an. Es war in den folgenden Monaten notwendig, französische Staatsbürger im Land und die neue Regierung Dacko zu schützen und zu stabilisieren. Erst als klar war, dass Bokassa keine Unterstützer mehr hatte, die ihm zurück an die Macht verhelfen konnten, wurde der Einsatz 1981 beendet.